# Chiesa della Compagnia di San Sebastiano
La chiesa della Compagnia di San Sebastiano si trova a Siena in via Garibaldi. Oggi appartiene alla Società di San Vincenzo de' Paoli.

## Storia e descrizione
La costruzione della chiesa, iniziata nel 1492, fu condotta a termine nel 1656 con l'aggiunta al prospetto a capanna bipartito da lesene, di un portico con tre aperture. Il portico è più tardo.
L'interno, con impianto a croce latina, è decorato da affreschi di scuola senese del Seicento, tra i quali: il Sogno di sant'Irene di Stefano Volpi, la Gloria di san Sebastiano e le Virtù e angeli di Sebastiano Folli, le Storie di san Sebastiano di Pietro Sorri e Rutilio Manetti.
Nella cappella del Gonfalone c'è una copia del Gonfalone di San Sebastiano del Sodoma (l'originale è agli Uffizi). Le quattro testate di bara alle pareti sono attribuite a Girolamo del Pacchia. Nella cappella a destra una Madonna di Francesco Rustici.
Nell'altare maggiore, oltre alla Spoliazione di Cristo di Luigi Ademollo, è il quattrocentesco Crocifisso che secondo la leggenda san Bernardino avrebbe donato alla Compagnia di San Giovanni Battista della Morte.